# Ethno-Zahnmedizin
Die Ethno-Zahnmedizin (altgriechisch ἔθνος éthnos „Volksstamm“) beschäftigt sich mit den Zähnen und der Mundgesundheit indigener Kulturen. Ebenso gehört die Erforschung der verschiedenen Prozeduren der Zahn- und Lippenveränderungen zum relativ neuen Fachgebiet.

## Deformation von Mund und Lippen
Der Lippenteller ist ein Hilfsmittel für die Formung von Tellerlippen, dem Schönheitsideal verschiedener afrikanischer und amerikanischer Ethnien. Beispielsweise wird beim äthiopischen Volk der Mursi die Unterlippe aufgeschnitten und langsam gedehnt, indem immer größere Tonteller eingesetzt werden. Ein besonders großer Lippenteller wird hoch angesehen. Frauen werden ab dem 20. Lebensjahr einige Zähne ausgeschlagen. Ein Labret-Piercing (lat.: labrum, Lippe) ist ein Piercing im Bereich der Lippen und ist nach wie vor traditionell bei unterschiedlichen Ethnien in Afrika, Asien und Lateinamerika fester Bestandteil der Kultur.

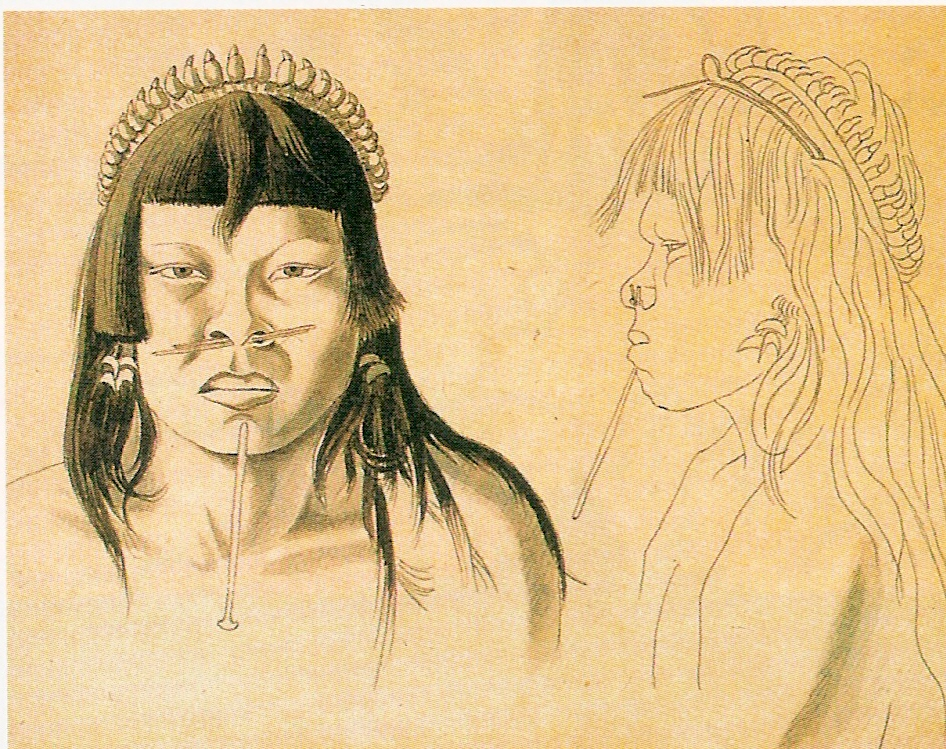
Zeichnung eines Bororo aus Brasilien mit nagelförmigem Lippenpflock und Pflöcken in der Nasenscheidewand, 1827
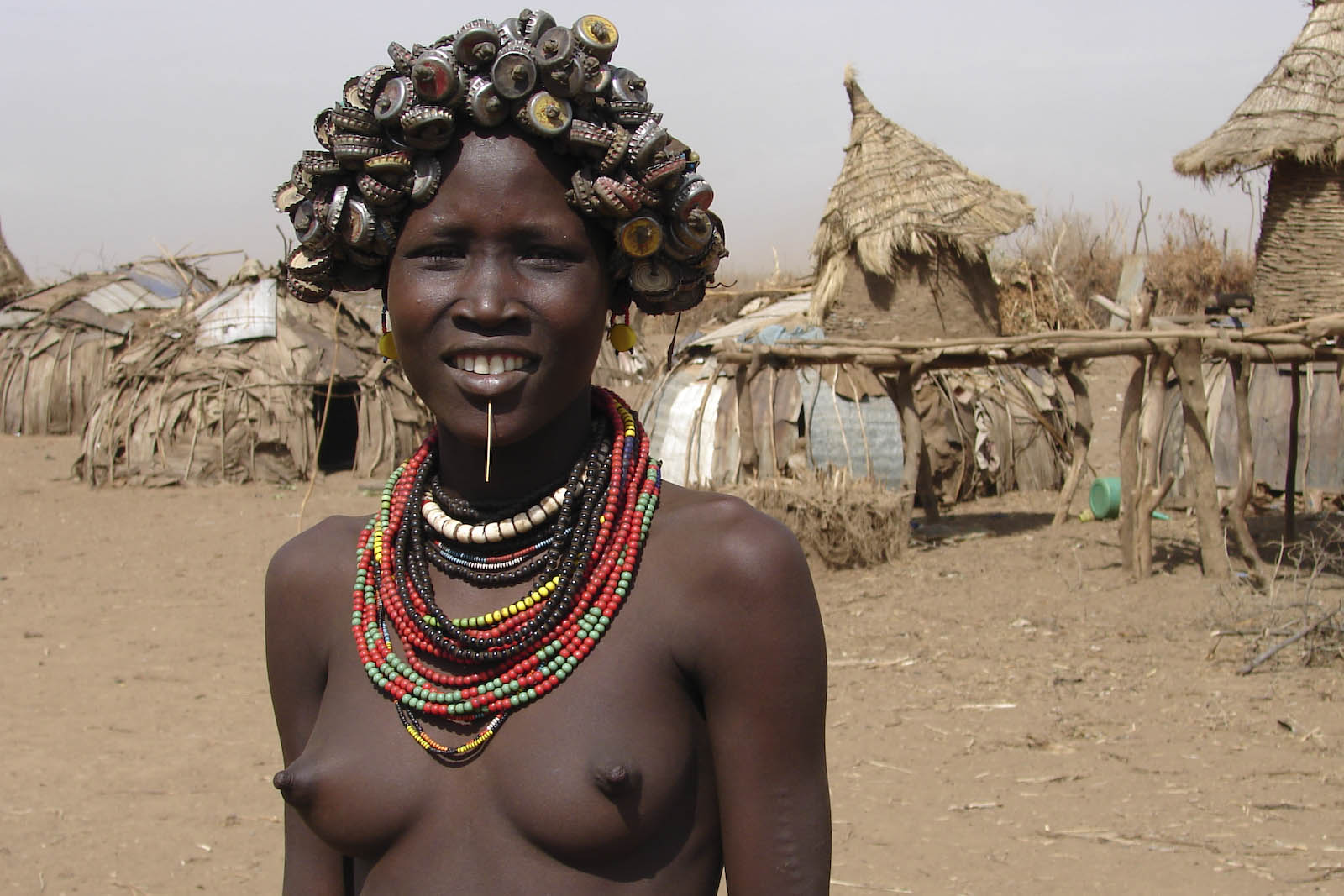
Kara-Frau mit Lippennagel
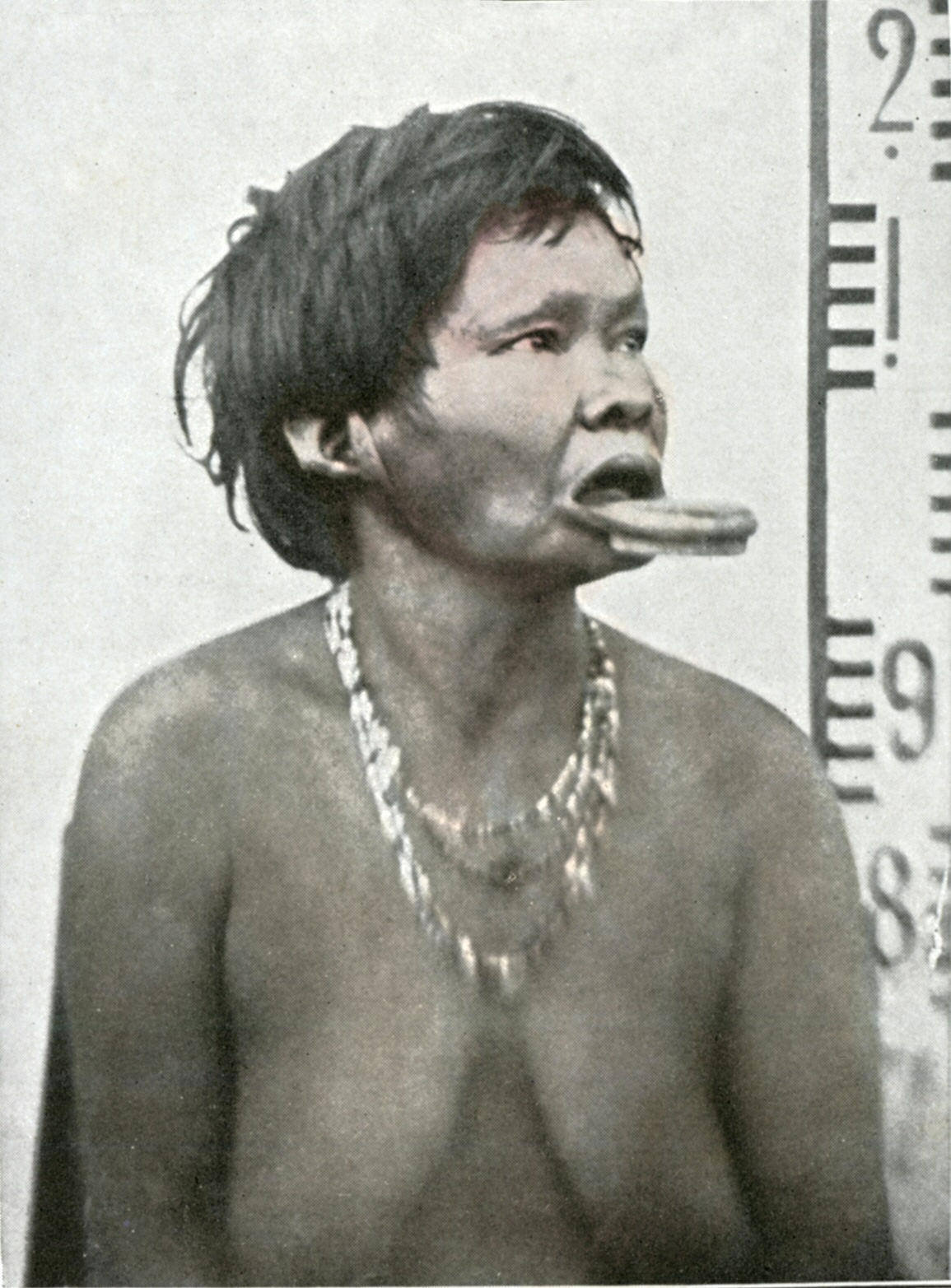
Botokudenfrau (Brasilien) mit dem Pflock (botoque) in der Unterlippe.
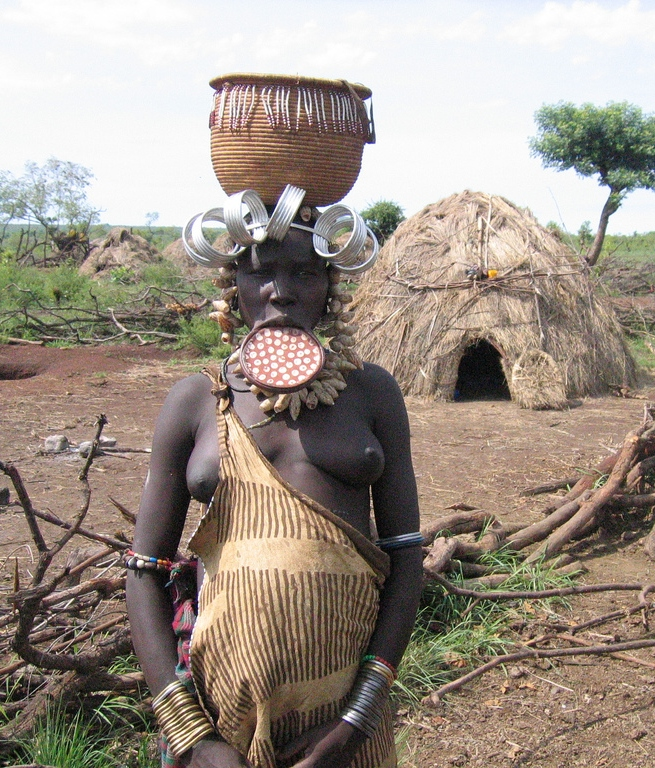
Mursi-Frau mit Lippenteller
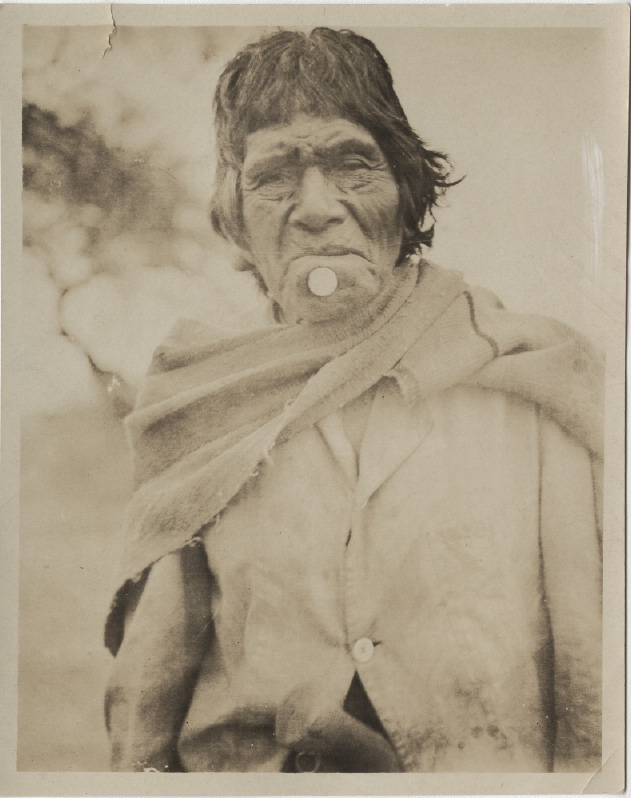
Chiriguano-Indianer, ein indigenes Volk Südamerikas, mit Lippenpflock
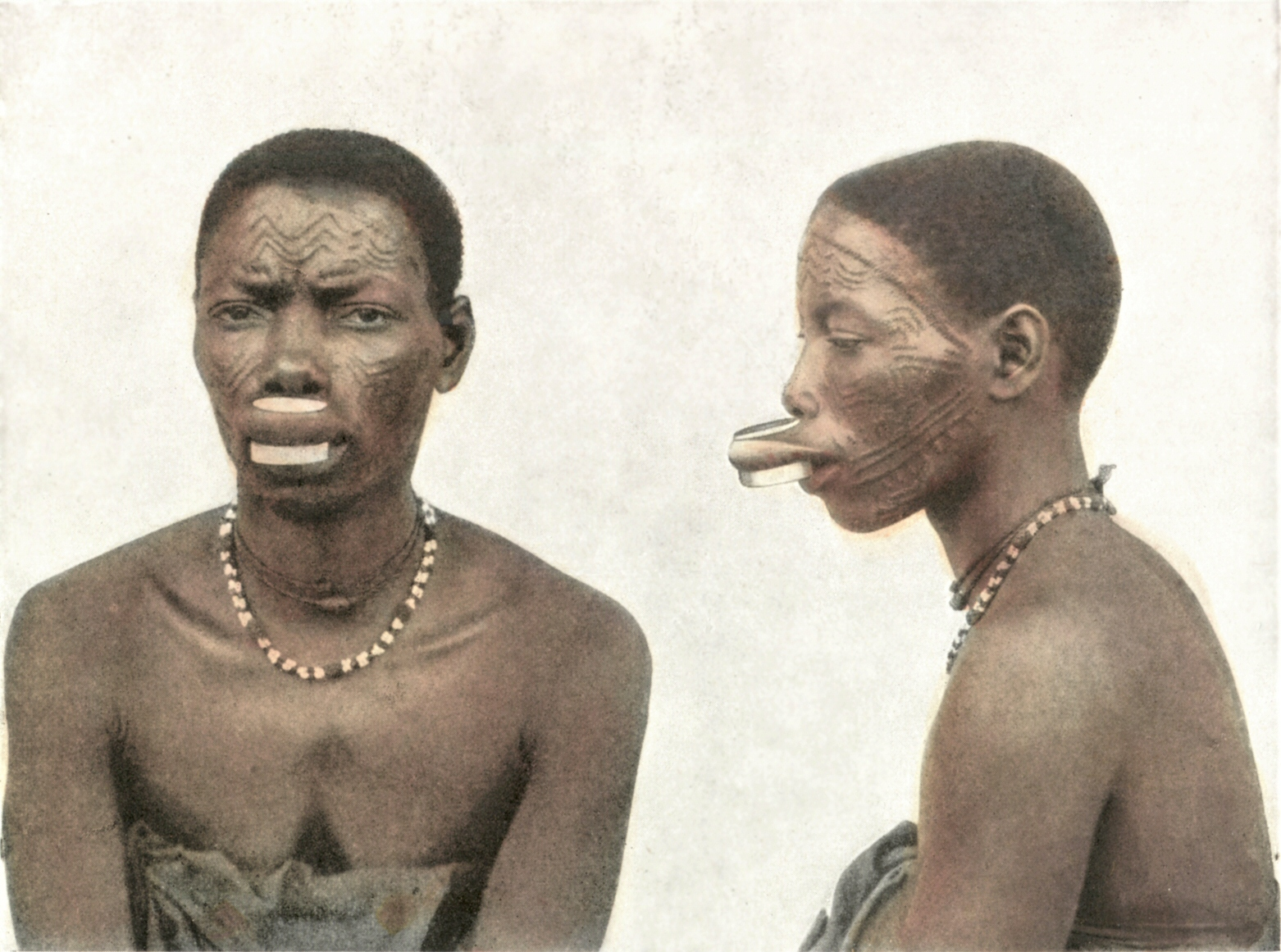
Makondefrau des Bantuvolks im Südosten Tansanias und in Mosambik mit Lippenteller
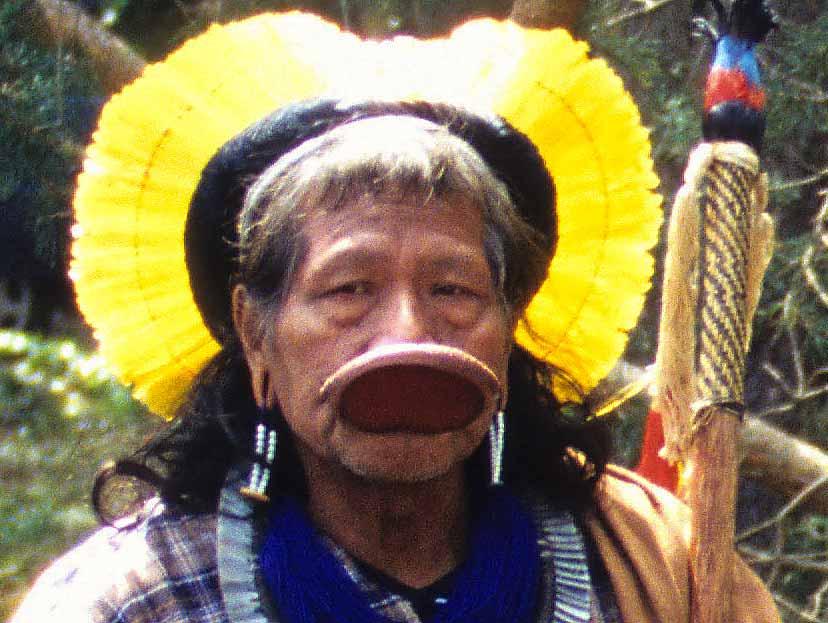
Kayapo-Mann, Indianervolk des Amazonasgebiets im brasilianischen Mato Grosso und Pará, mit Lippenteller.

## Zahndeformation
Die Anatomie von Zähnen weist unter den Ethnien gelegentlich Unterschiede auf, sowohl in der Höckerform der Molaren bei Amazonasindianern, der Größe des Pulpenkavums, der Schmelzdicke oder in der Anzahl der Wurzeln. Die ersten unteren Molaren der Xingu-Indianer in Brasilien verfügen nicht selten über drei Wurzeln, wobei gleichzeitig die zweiten Molaren nur eine Wurzel haben. Die mittleren oberen Frontzähne weisen oft eine starke palatinale Schaufelform und Flügelbildung auf.
Bei der Zahndeformation lassen sich drei Formen unterscheiden: (1) Die Kanten der Schneidezähne werden abgesplittert, (2) die oberen oder unteren Schneidezähne werden ausgeschlagen und (3) einzelne oder alle Schneidezähne werden spitz zugefeilt.

### Rituelle Zahnentfernung
Rituelle Zahnentfernungen waren bei vielen australischen Stämmen der Aborigines üblich. Die in Namibia lebenden Himba und die Surma aus Äthiopien pflegten den Brauch, den Kindern im Alter von sieben bis neun Jahren die unteren vier Schneidezähne herauszubrechen. Ursprünglich sollte diese „Lücke“ als Gegenlager zur Aufnahme eines Lippenpflocks oder einer Scheibe dienen. Beiden afrikanischen Stämmen ist ein Kulturelement gemeinsam, das durch die gemeinsame Abstammung von den Herero, einem ostafrikanischen, halbnomadisch lebenden Volk, zu erklären ist.
Im alten China mussten sich Frauen bei den Gelao (chinesisch 仡佬族, Pinyin Gēlǎozú; chinesisch 打 牙 仡 佬, Pinyin Ta-ya Kih-lau, ‚die Zähne ausschlagenden Kuh-Lau‘) während der Hochzeit zwei ihrer Frontzähne ausschlagen lassen, um, wie es damals hieß, „zu verhindern, dass die Familie des Mannes Schaden nähme“.
Man fand drei Varianten der Zahndeformationen auf den ostasiatischen Inseln und in Ozeanien:
- Zahnfeilung als Schmuck bei den Völkern der ostasiatischen Inseln
- Zähneausbrechen nach der Pubertät in Australien und Teilen von Melanesien
- Zähneausbrechen zum Zeichen der Trauer in Polynesien.

Rituelle Zahnentfernungen gab es auch im frühbäuerlichen Mittelmeerraum, wie sich für Italien und Tunesien nachweisen ließ. Anscheinend wurden häufig – mindestens bei jeder dritten erwachsenen Frau – die Zähne aus kosmetischen, beziehungsweise gesellschaftlichen Gründen entfernt oder stellten einen Initiationsritus dar.

#### Prozedur
In Falldarstellungen wird beschrieben, wie bei den Völkern der Dinka und Nuer aus dem Südsudan die Zahnentfernung vor sich ging. Im Alter von sieben Jahren wurden einem Kind die vier unteren Schneidezähne und die beiden unteren Eckzähne von einem „Zahnzieher“ (Naak) – der ohne jegliche Entlohnung tätig wird – entfernt. Das Kind musste sich auf den Bauch legen. Der Naak kniete sich auf das Kind und legte den Kopf des Kindes zwischen die Knie. Er fasste mit der Hand unter das Kinn des Kindes, zog den Kopf des Kindes zurück und schob ein kleines Messer zwischen die beiden mittleren Schneidezähne. Er bewegte das Instrument hin und her mit luxationsartigen Bewegungen, um die Zähne zu lockern. Anschließend wurde das Zahnfleischgewebe von den Wurzeloberflächen getrennt und das Instrument nach apikal entlang der Wurzeloberfläche geschoben und mit jeweils einer Aufwärtsbewegung ein Zahn nach dem anderen herausgehebelt. Das alles ging sehr schnell und ohne Betäubung. Das Kind durfte nicht weinen, sondern musste heldenhaft wirken. Nach der Prozedur gab man dem Kind heiße Milch zu trinken. Die Prozedur war sicherlich sehr schmerzhaft, jedoch erträglicher, als sie bei einem Erwachsenen gewesen wäre. Zum einen ist das Wurzelwachstum der Zähne in diesem Alter noch nicht abgeschlossen, so dass die Zähne noch nicht sehr fest im Kiefer verankert sind. Zum anderen ist der kindliche Knochen noch weich, so dass ein Herauslösen eines Zahnes einfacher vonstattengeht.

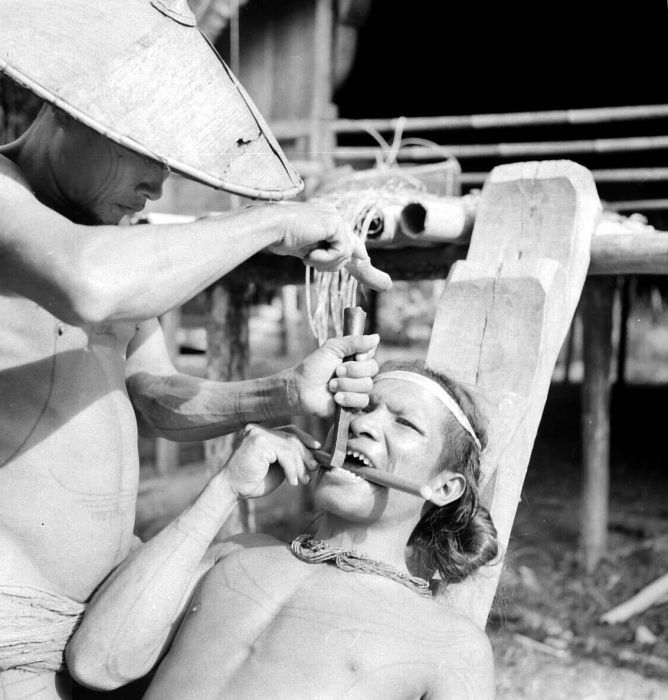
Herausbrechen von Zähnen bei den Mentawai in der indonesischen Provinz Westsumatra
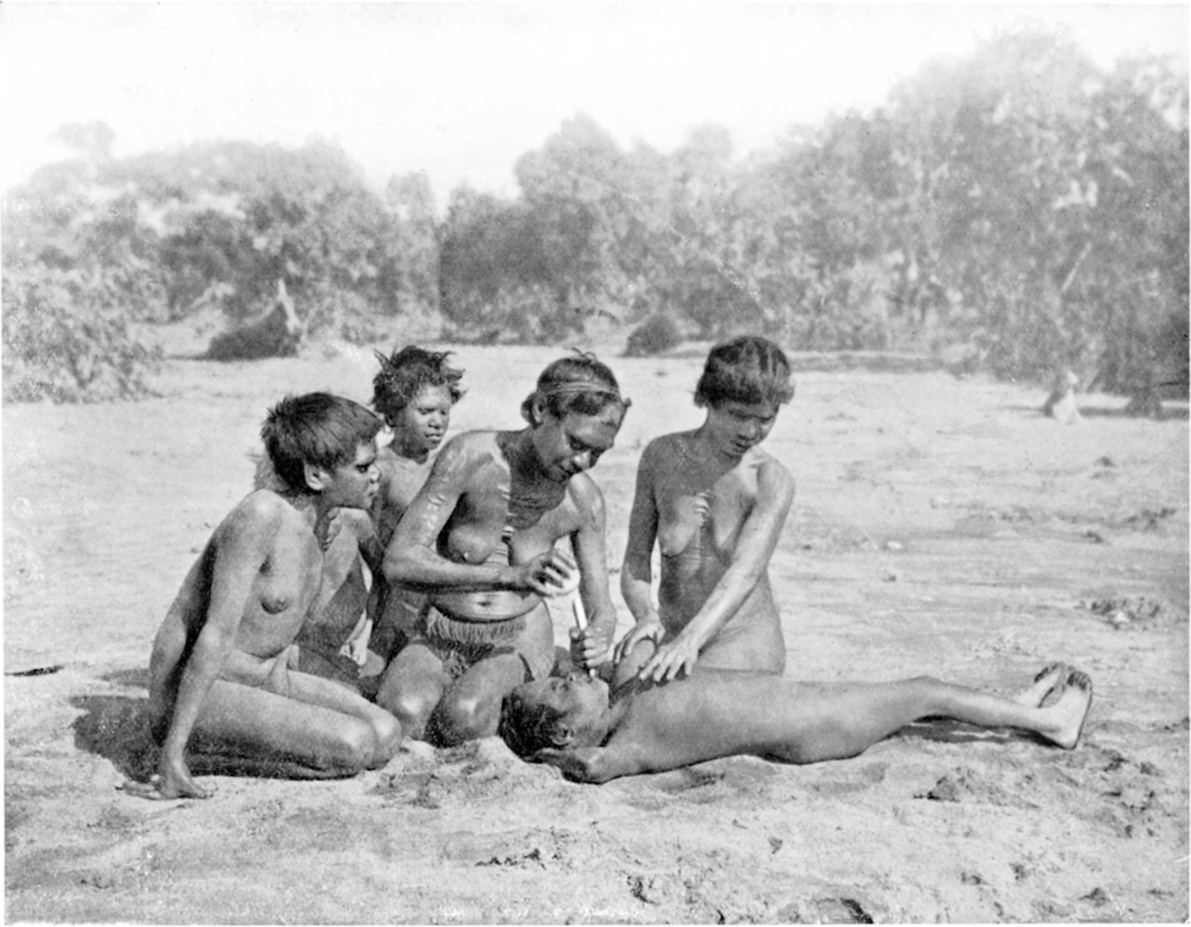
Das rituelle Ausschlagen eines Frontzahns beim Stamm der Kaytetye (Aborigines) Australiens, als Initiationsritus durchgeführt
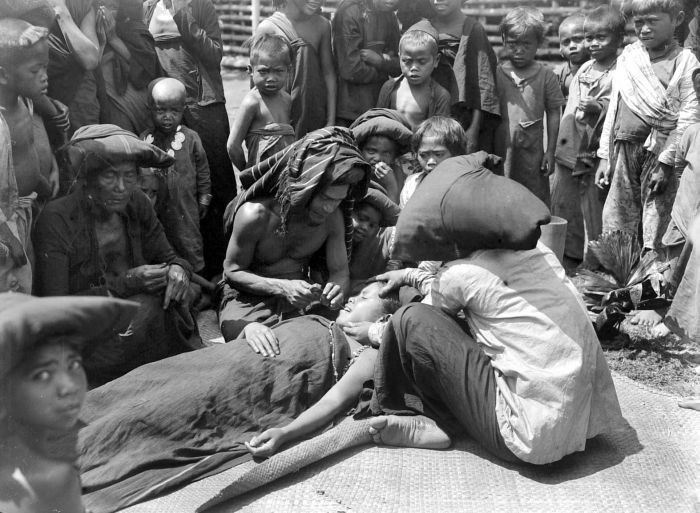
Ausschlagen der Frontzähne bei einem Karo Mädchen in Nordsumatra.
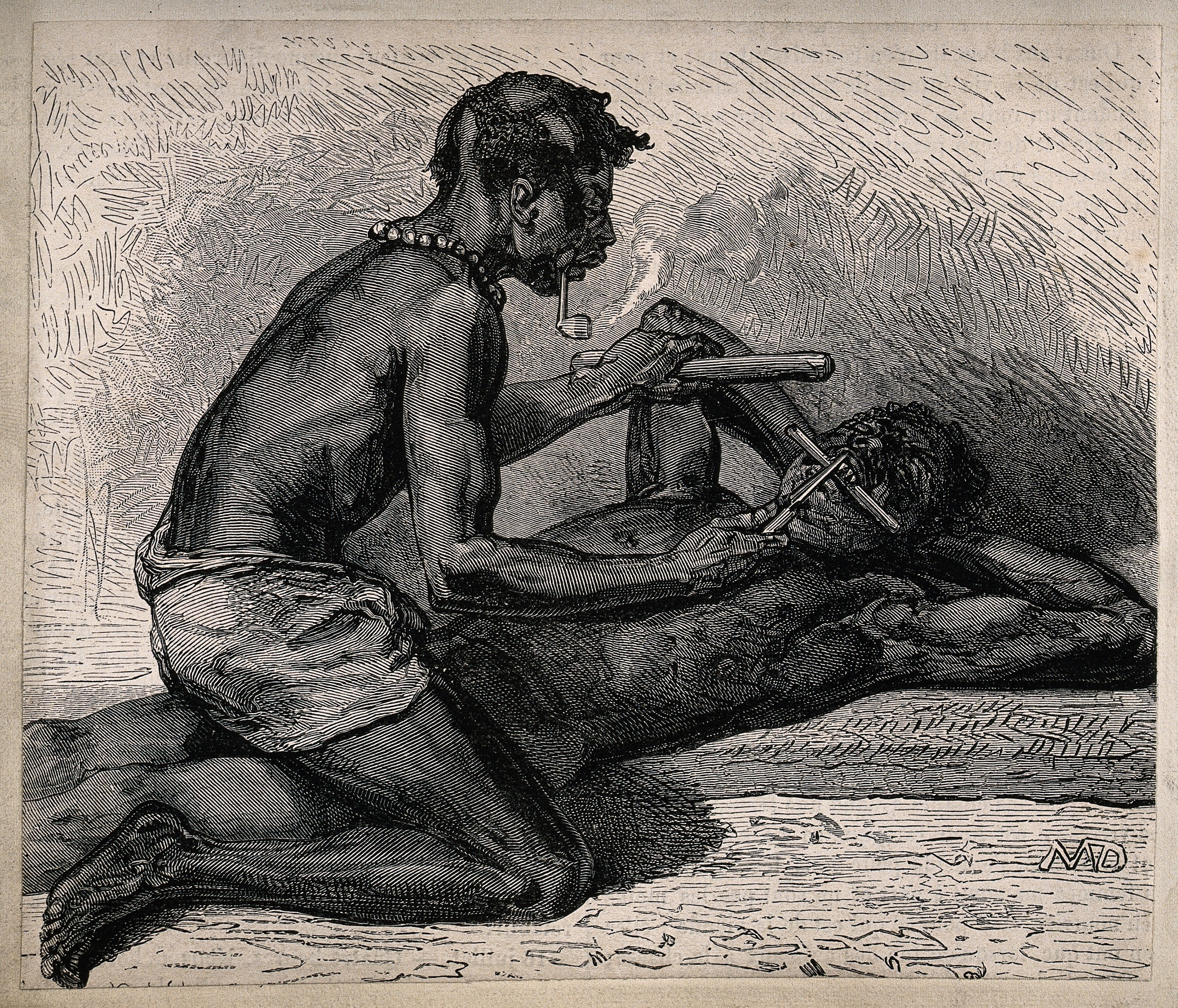
Ausschlagen der Frontzähne in Afrika, 19. Jahrhundert

#### Ursprung
Angeblich gehe der Ursprung der Zahnentfernung darauf zurück, dass diese Völker bei ihren Kindern Frontzahnlücken schaffen wollten, um eine Nahrungsaufnahme auch bei einer Tetanusinfektion (Wundstarrkrampf) zu ermöglichen. Nach ersten leichteren grippeähnlichen Symptomen tritt beim Tetanus als erstes Leitsymptom eine Kieferklemme durch einen Krampf der Kaumuskulatur auf. Obwohl seit Jahrhunderten kein Fall von Tetanus aufgetreten sei, habe sich der Ritus erhalten und wurde zum Schönheitsideal: „Ohne Frontzahnlücken würde man wie ein Schakal aussehen“. Wären die Unterkieferzähne nicht extrahiert worden, hätte er nicht mehr mit älteren Jungen oder einem der Mädchen sprechen dürfen; er hätte als unreif gegolten.

### Rituelle Zahnfeilung

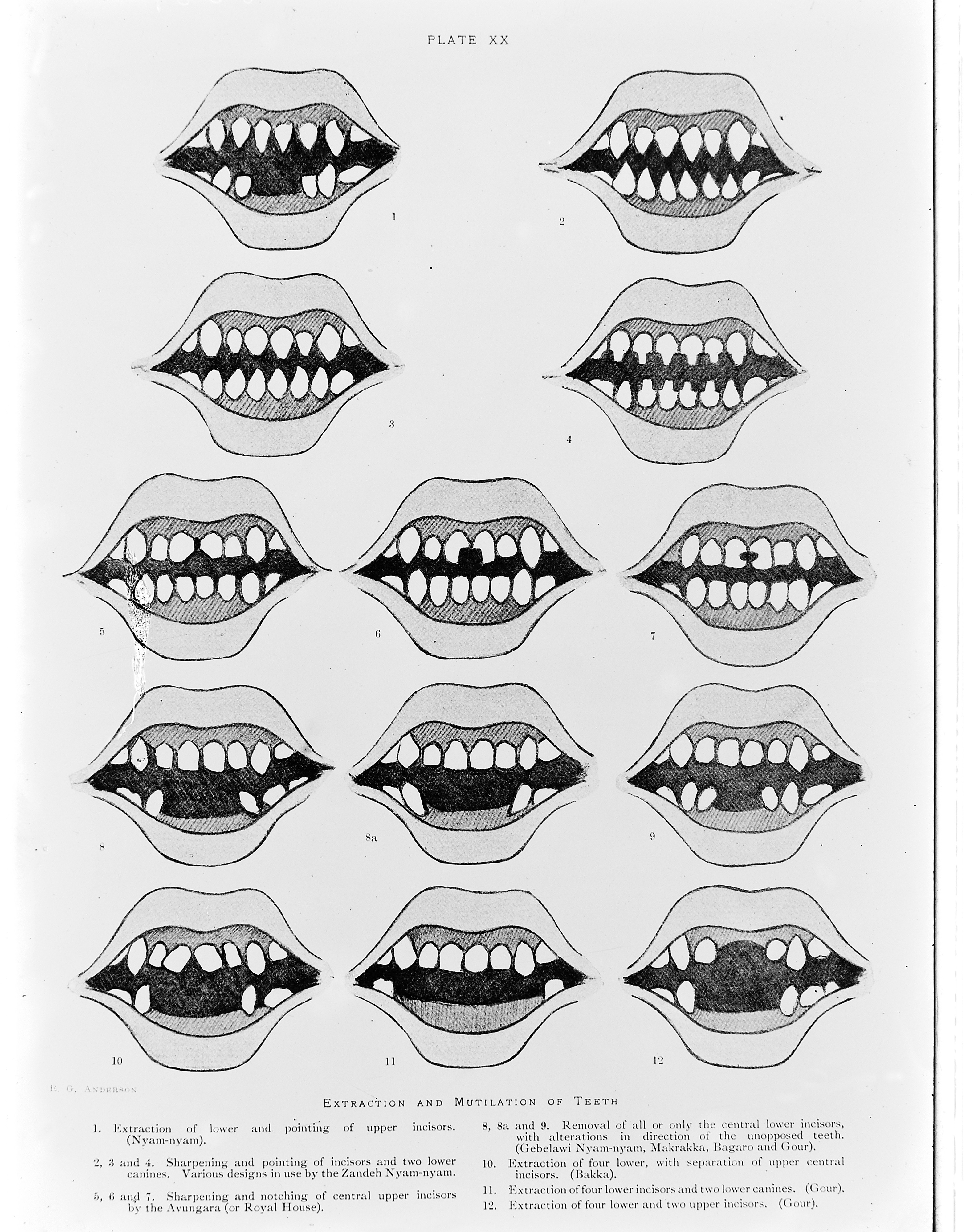
Feilmuster Nyam-Nyam (Kongo)

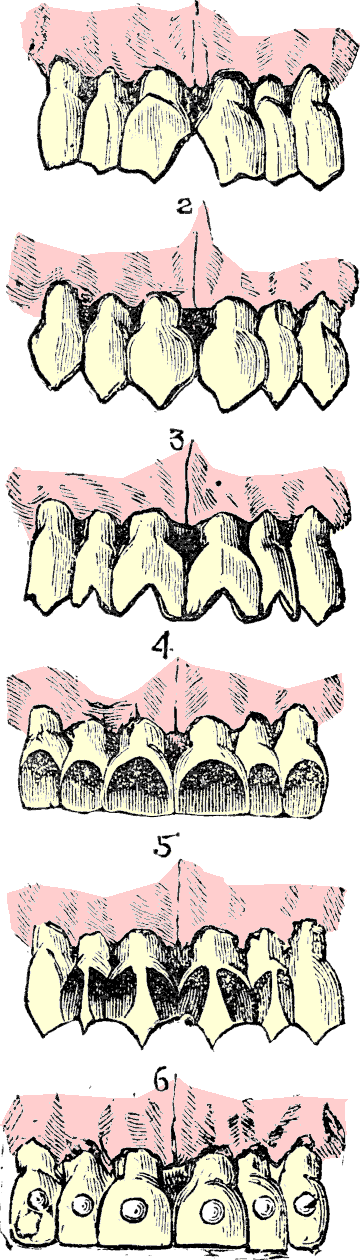
Zahnveränderungen:
1–3: Afrika;
4–6: Malaysia.

In Abhängigkeit von den jeweiligen Völkern unterscheidet man verschiedene Deformationstypen, die an Zähnen durchgeführt werden: Es gibt die Spitz-, Lücken-, Flächen- oder Zackenfeilungen der Zähne, Horizontalfeilungen bis hin zum kompletten Absägen der Zahnkrone. Hinzu kommen Furchen-, Zellen- und Relieffeilungen, das Verdrängen von Frontzähnen aus ihrer natürlichen Position, die Schaffung und Vergrößerung von Diastemata bzw. Lücken, das Herausbrechen oder -hebeln einzelner oder mehrerer Zähne mittels Speerspitze oder Steinschlag, die Elongation (scheinbare Verlängerung) mittlerer Frontzähne, den Zahnschmuck und die künstliche Färbung der Zähne.
Im Gräberfeld von Kopparsvik fand man bei zahlreichen Männern auf ihren oberen Vorderzähnen horizontale Linien, die zu Lebzeiten eingefeilt wurden. Das Phänomen ist vereinzelt auch auf Öland und in Schonen und Dänemark beobachtet worden. Die Sitte seine Gruppenzugehörigkeit durch eine Modifizierung der Zähne zu kennzeichnen, war und ist auch bei den Aeta verbreitet. Mit Hilfe von Messern oder Macheten bearbeiten die Dumagat gegen Ende der Pubertät ihre Zähne mittels Abfeilen und Anspitzen  (Tayad). Die Zähne färben sich einige Jahre danach schwarz.
Aus religiösen Gründen muss bei jedem Hindu im Bali-Hinduismus nach der Pubertät, jedenfalls vor der Hochzeit, aber spätestens vor dem Tod eine Zahnfeilung an den oberen Eck- und Schneidezähnen (Masangih, Mapandes) durch einen sanging (priesterlicher Zahnfeiler) mittels einer kleinen Feile „kikir“ vorgenommen werden. Die Hindus glauben, dass eine Seele nur in einem menschlichen Körper wieder geboren werden kann, wenn an diesem zu Lebzeiten eine Zahnfeilung vorgenommen wurde. Sie dient dazu, den Unterschied zwischen Menschen und nicht menschlichen Wesen hervorzuheben. Die oberen und unteren Eck- und Schneidezähne gelten als Sitz verschiedener Leidenschaften des Menschen. Das Ziel der Zahnfeilung ist es, die sechs Laster (Sad Ripu) des Menschen zu regulieren, wobei die unteren Zähne in ihrer natürlichen Form belassen werden: krodha (Zorn), kama (Wollust), loba (Habgier), mada (Unbeherrschtheit), moha (Dummheit) und matsarya (Eifersucht).
Bei den Toba-Batak in Sumatra gilt die Zahnfeilung (pasae utang, „Schulden tilgen“) ebenfalls als notwendige Voraussetzung zur sexuellen Reife.
Bei vietnamesischen und sudanesischen Völkern sowie in der Maya-Kultur wurden die Zähne scharf zugefeilt und manchmal Muster in sie geschnitzt, was die Zugehörigkeit zu den oberen Klassen auswies. Manche Kulturen schärften ihre Zähne, um  Haie zu imitieren, zum Beispiel die Waparen in Afrika. Im Kongobecken wurden Männern der Upoto nur Zähne im Oberkiefer abgefeilt, während Frauen Zähne in beiden Kiefern abgefeilt wurden. Gleiche Riten waren bei den Mentawai Tradition.

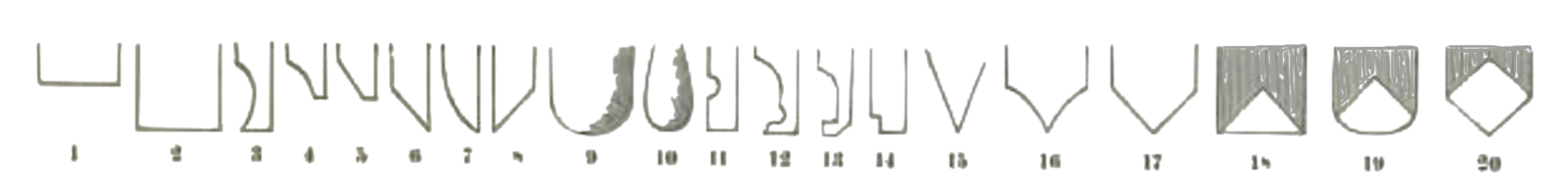
Verschiedene Feilmuster an Frontzähnen aus Malaysia, 1886.

Aus Malaysia wird von insgesamt 20 Feilmustern berichtet, die bei verschiedenen Ethnien vorkommen. Die Zahnfeilung setzte sich auch als mildere Form der Herausbrechens von Zähnen durch, was als Trauerritus im Sinne eines Kasteiens ausgeführt wurde. Im hinterindischen Festland sind Zahnfeilungen von den Bahnars und Cédans im östlichen Teil Hinterindiens, von Stämmen des Küstengebiets in Cochinchina, von den Trauos und von den Siamesen (Thai) bekannt.

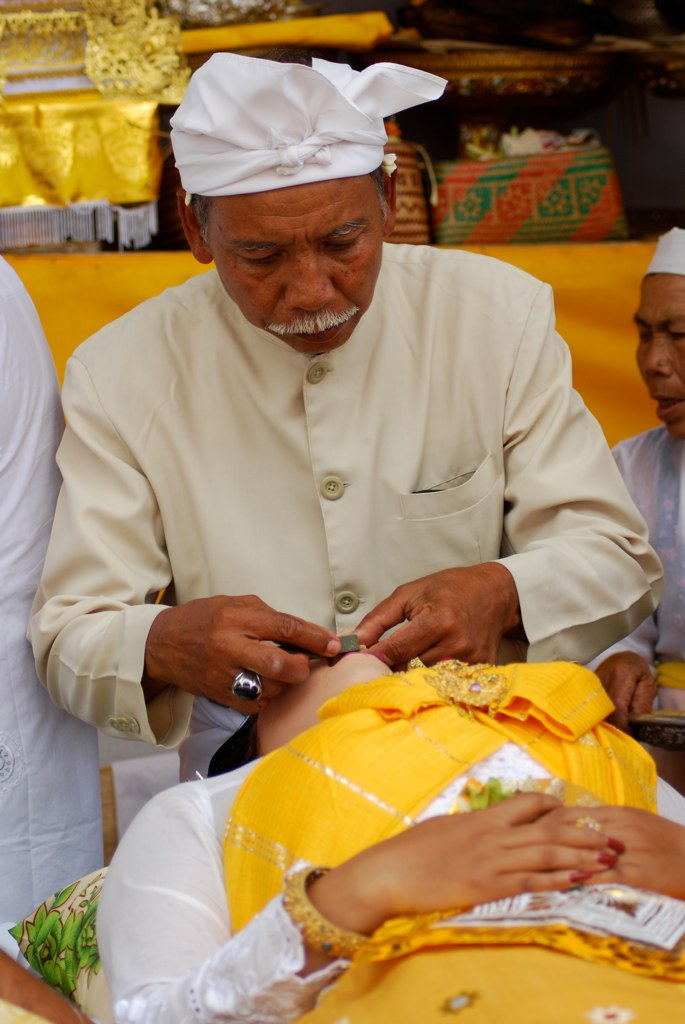
Mepandes - Zahnfeilung auf Bali
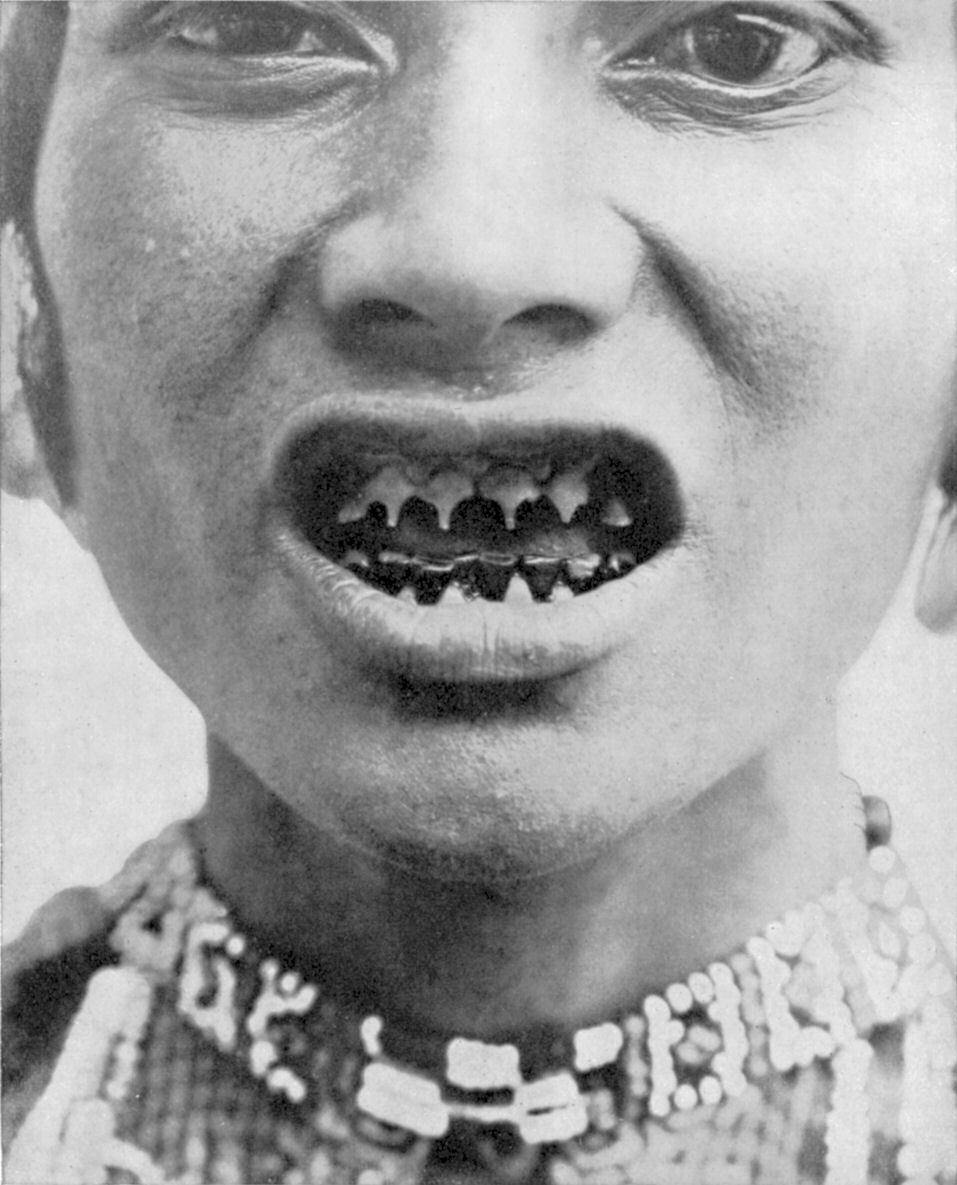
Gefeilte Zähne einer Bagobofrau von der Insel Mindanao (Philippinen)
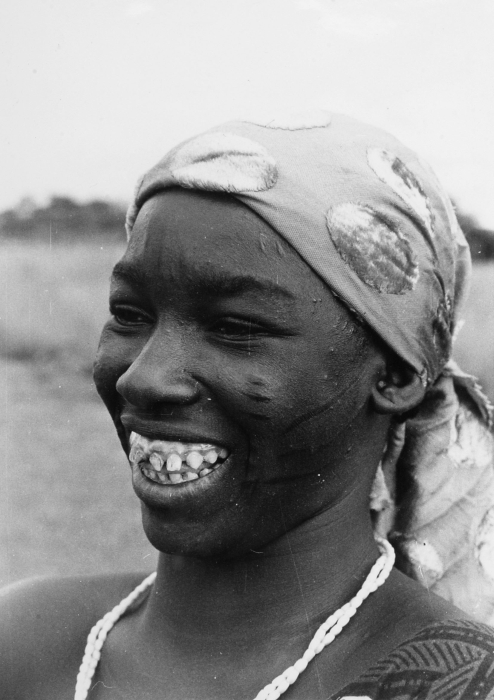
Senufo, Ethnie von der Elfenbeinküste, Mali, und Burkina Faso, mit Zahndeformationen
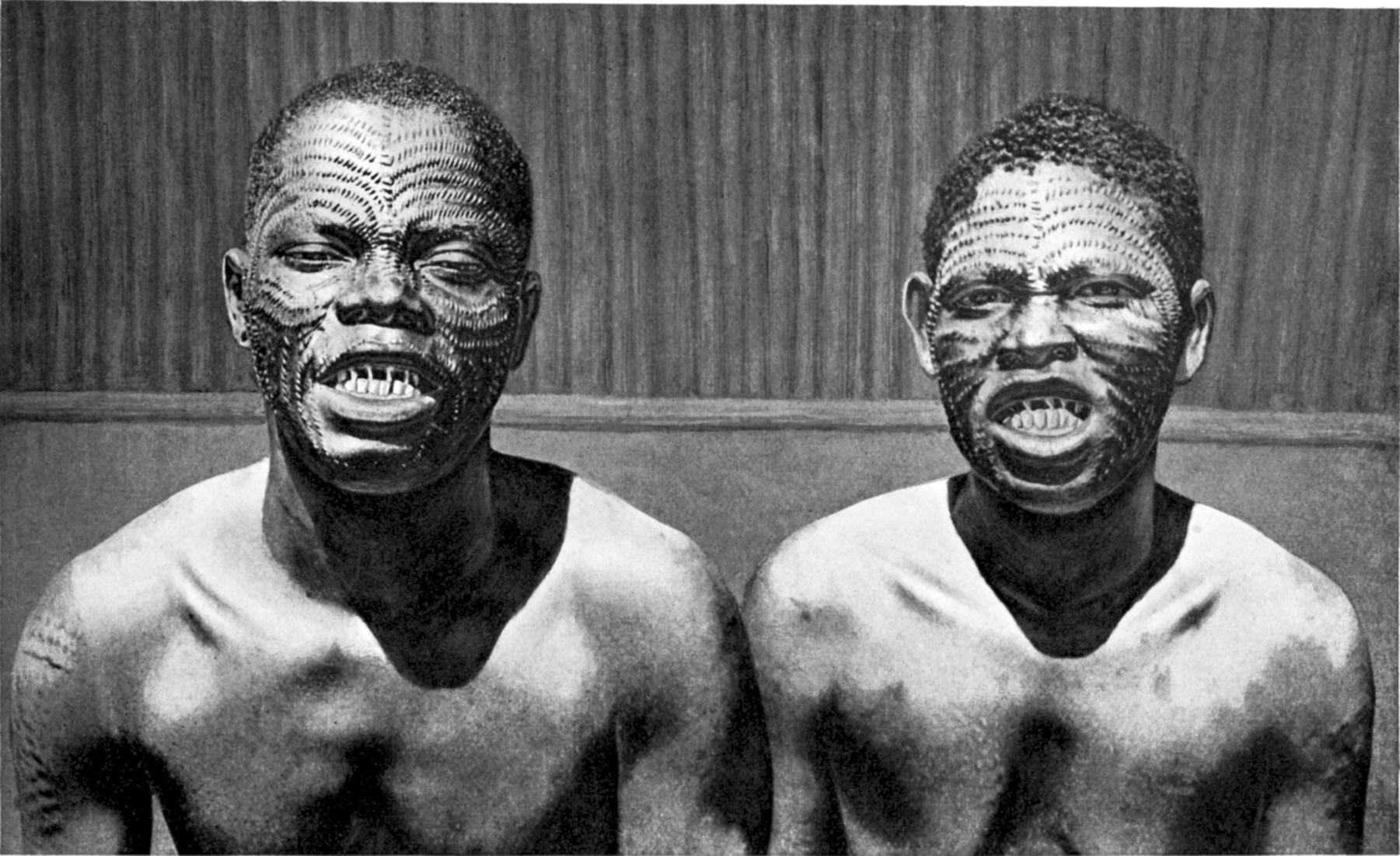
Angespitzte Zähne bei den Bopoto, Demokratische Republik Kongo
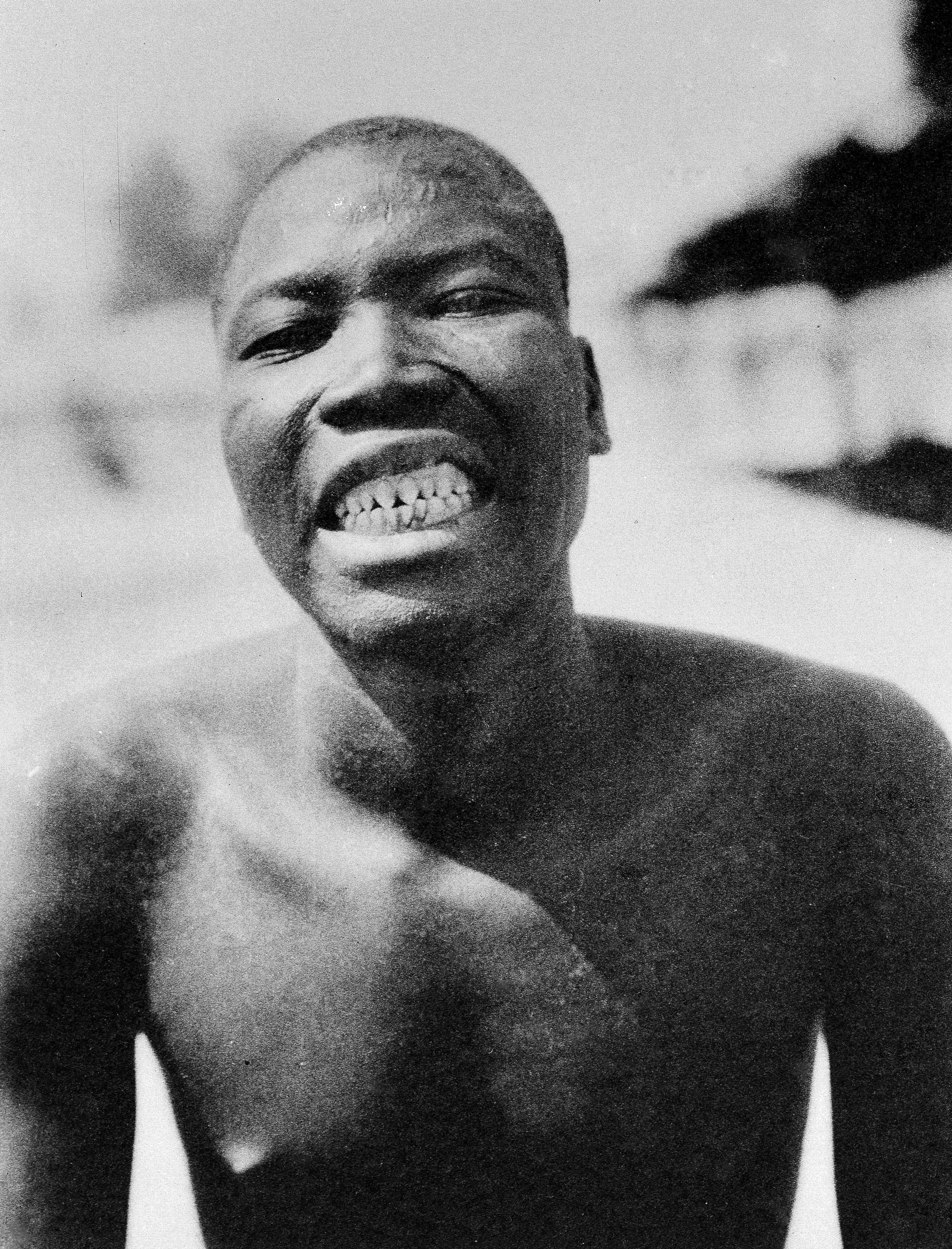
Sara-Mann mit gefeilten Zähnen aus dem Tschad
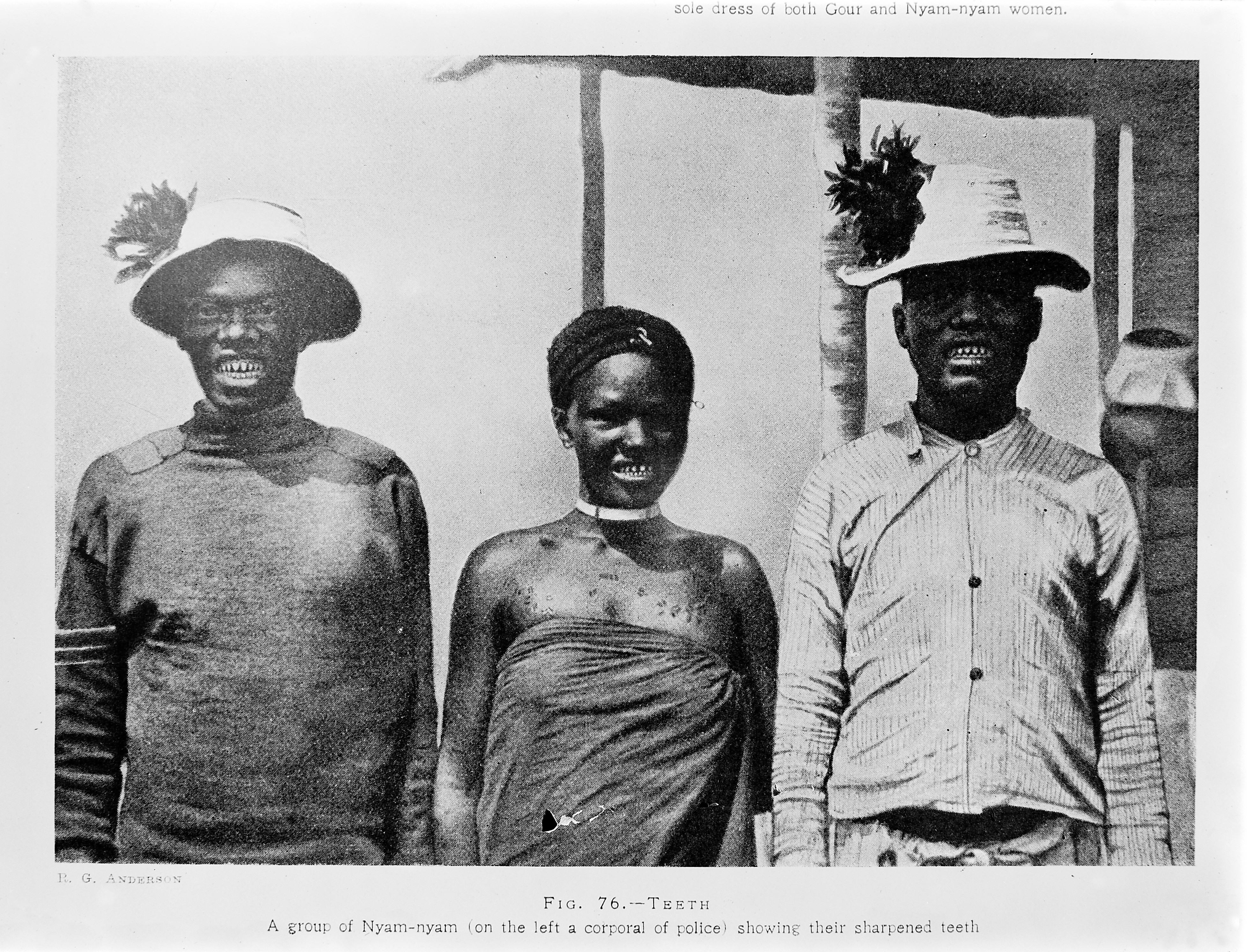
Nyam-Nyam aus dem Königreich Kongo
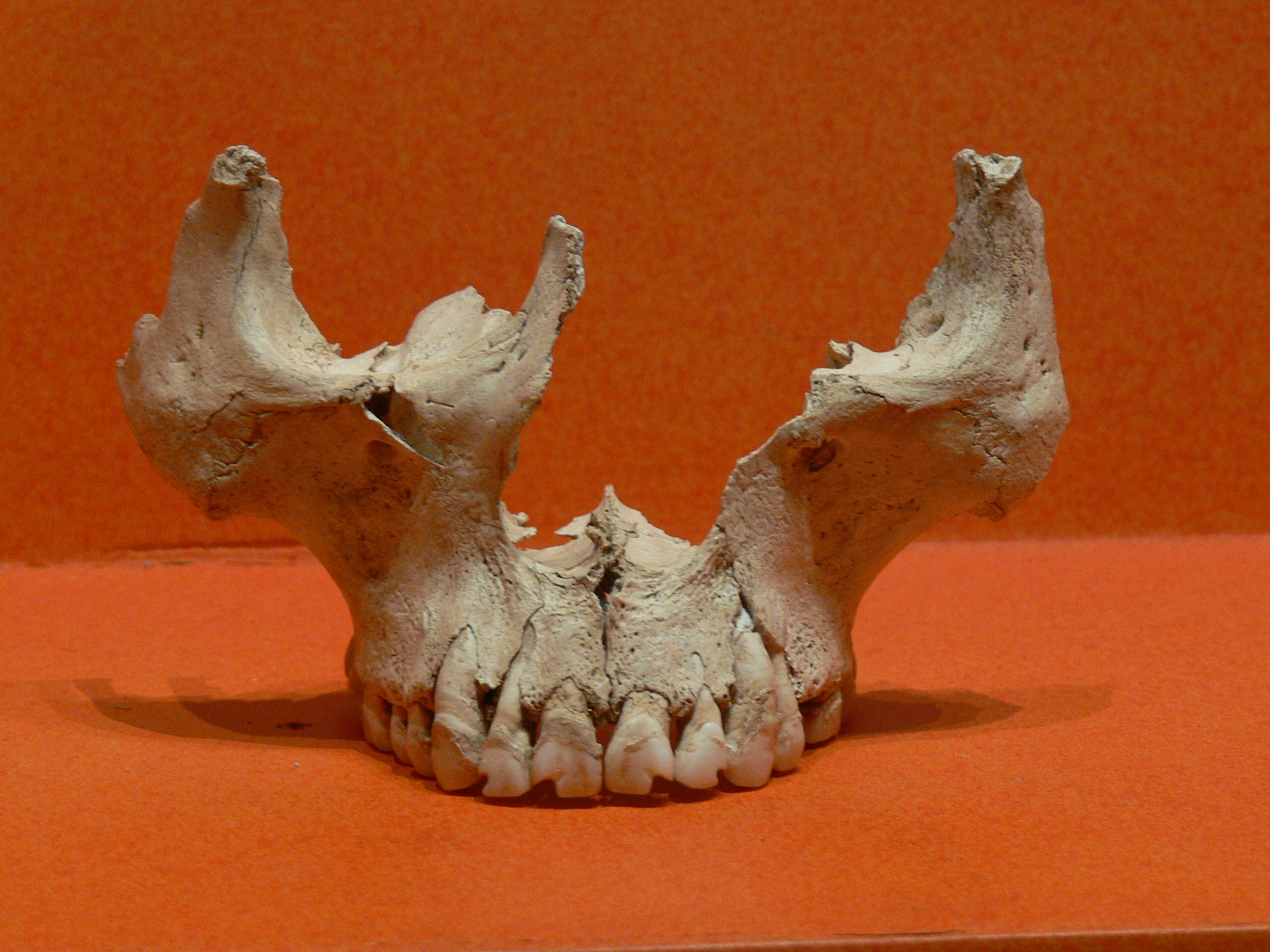
Monte Albán (Mexiko) - Museo del Sitio. Schädelfragment mit angefeilten Vorderzähnen
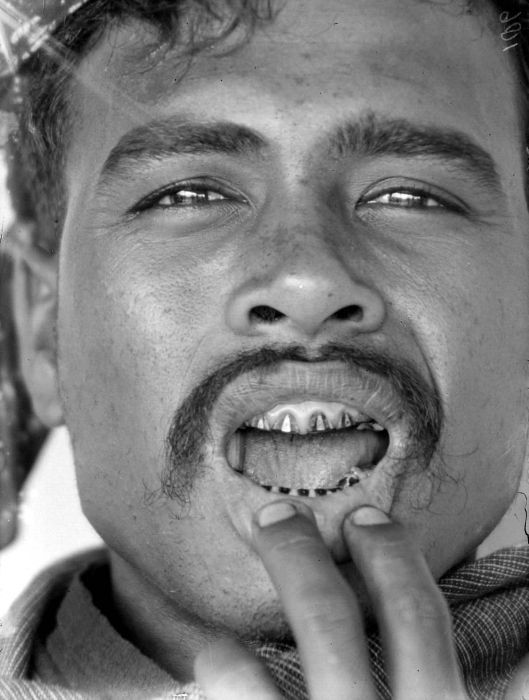
Abgefeilte Zähne bei einem Karo-Mann aus Nord-Sumatra
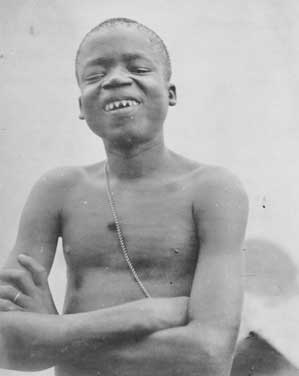
Ota Benga, ein kongolesischer Pygmäe mit gefeilten Zähnen

Es ist davon auszugehen, dass das Abfeilen der Zähne zu einer Eröffnung der Zahnpulpa („Zahnnerv“) geführt hat, was äußerst schmerzhaft ist. Es wird berichtet, dass die Zahnschmerzen bis zu vier Wochen anhielten. Die Prozedur führte meist zu einer Devitalisierung (Absterben) der Zähne.

## Zahnschmuck

### Schmucksteine
Um das Jahr 900 verzierten aus rituellen oder religiösen Gründen die Mayas ihre Frontzähne mit verschiedenen Schmucksteinen, wie Jade, Cinnabarit, Serpentinit, Pyrit oder Hämatit, die man bei Ausgrabungen in Antigua Guatemala gefunden hat. Hierzu wurden präzise auf die Größe des Schmucksteins abgestimmte Löcher mit einem Bohrer und aufgeschwemmten Schleifmitteln aus Quarzmehl gebohrt. Es wurden mehr als 50 verschiedene Muster identifiziert. Es wird angenommen, dass jedes Muster eine Stammeszugehörigkeit darstellte oder eine religiöse Bedeutung hatte. Aus Borneo sind bei den Dayaks Stiftzähne bekannt, die mit Bronzestückchen in Sternform belegt sind.

### Zahnvergolden
Im Jahr 2700 v. Chr. sollen Zähne mit dünnem Blattgold dekorativ bedeckt worden sein, wie sich aus Funden einer Grabanlage aus der Zeit um 2700 v. Chr. (Hili Tomb) in der Sammlung Hili Archaeological Park im Al Ain National Museum in Abu Dhabi ergibt. Es ist eines der letzten Überbleibsel der mysteriösen Umm al-Nar-Kultur, die zwischen 3000 und 2000 v. Chr. erstmals in der Region eine größere Zivilisationsepoche begründete. Schon 1000 v. Chr. benutzten die Chinesen Zahnfüllungen aus feinstem Blattgold, das in die Karieslöcher gestampft wurde. Die ersten prothetischen Arbeiten wurden im Jahr 500 v. Chr. von den Phöniziern angefertigt. In Osteuropa, beispielsweise in Tadschikistan und im Orient galten Goldzähne in der Front als Zeichen von Reichtum.

### Zahnschwärzen
In Japan war das Zahnschwärzen Ohaguro (jap. お歯黒) seit Mitte des ersten Jahrtausends Mode, wie Spuren von geschwärzten Zähnen in Knochenfunden aus der Kofun-Zeit (300 bis 710) vermuten lassen. Das Ohaguro geht auf die Heian-Zeit (794–1192) zurück. Erstmals schriftlich erwähnt wurde es im Genji Monogatari (jap. 源氏物語, dt. Die Geschichte vom Prinzen Genji) im 11. Jahrhundert, obwohl es bereits seit 2879 v. Chr. praktiziert wurde. Durchgeführt wurde Ohaguro von Frauen und Männern des Hofadels und später durch die Samurai. Während der Edo-Zeit (jap. 江戸時代, Edo jidai, 1603 bis 1868) war das Schwärzen der Zähne bei verheirateten Frauen üblich. Es galt als erotisch, da es den Kontrast zur weißen Gesichtshaut erhöhte. Es war deshalb unter den Frauen der Bordellviertel sehr verbreitet. Gleichzeitig galt es als Symbol ehelicher Treue.

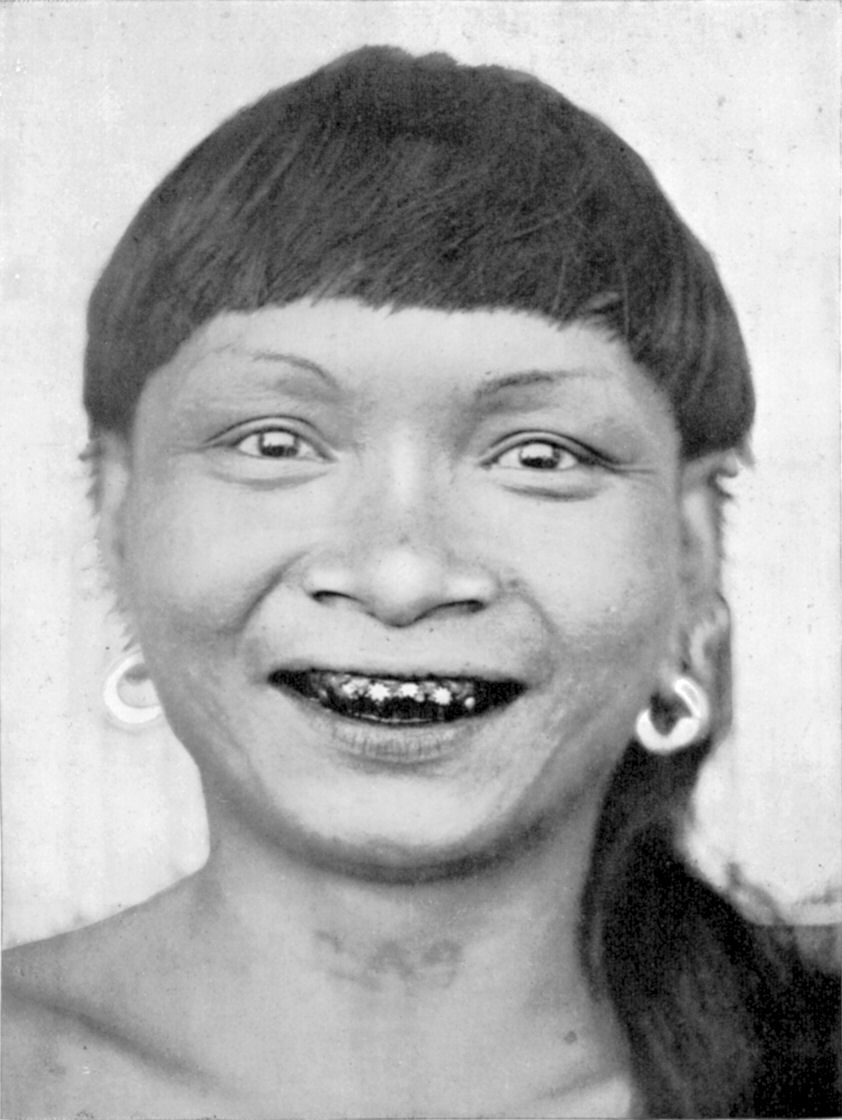
Dayak aus Borneo mit Zahnverzierungen
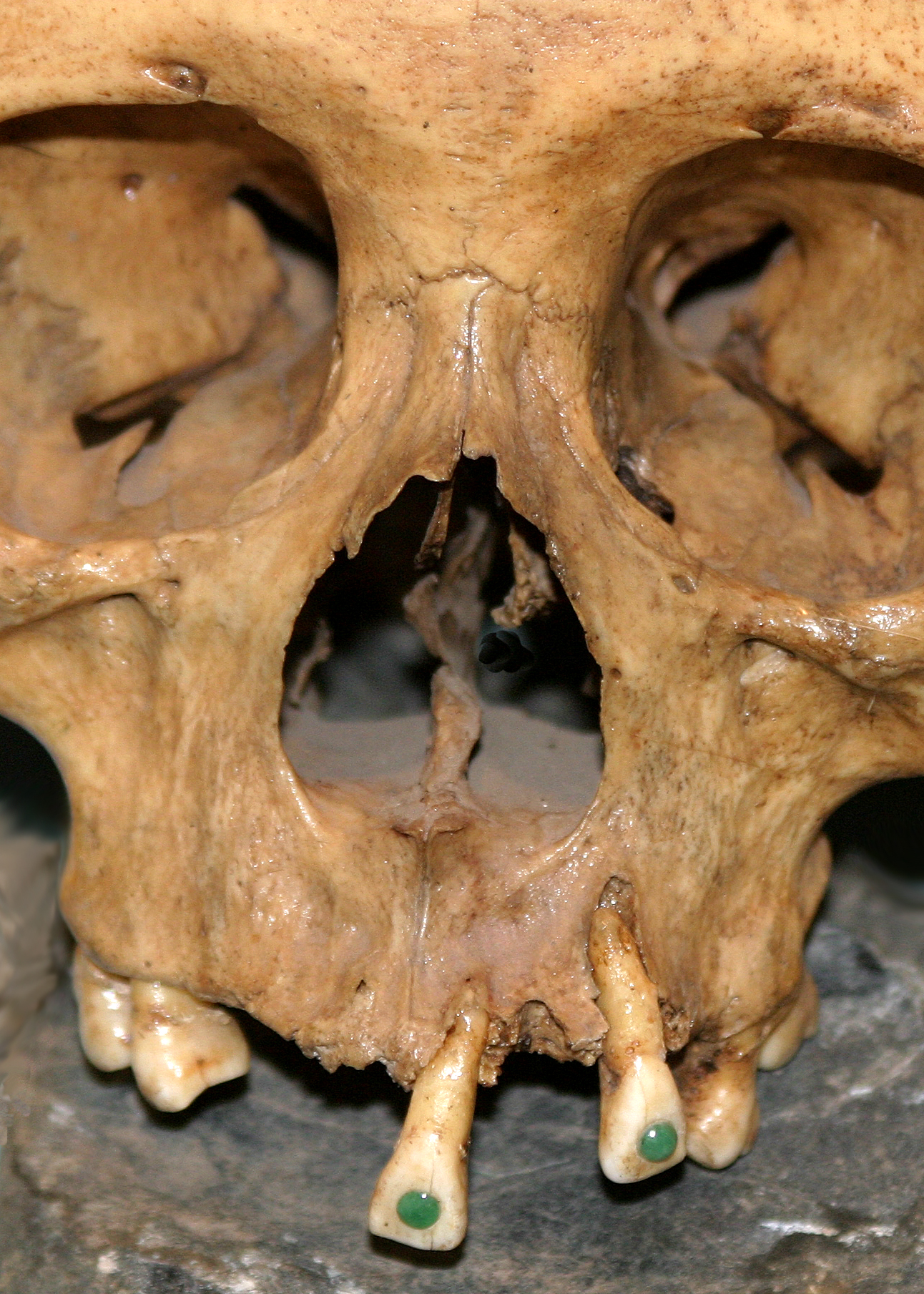
Jade verzierte Frontzähne
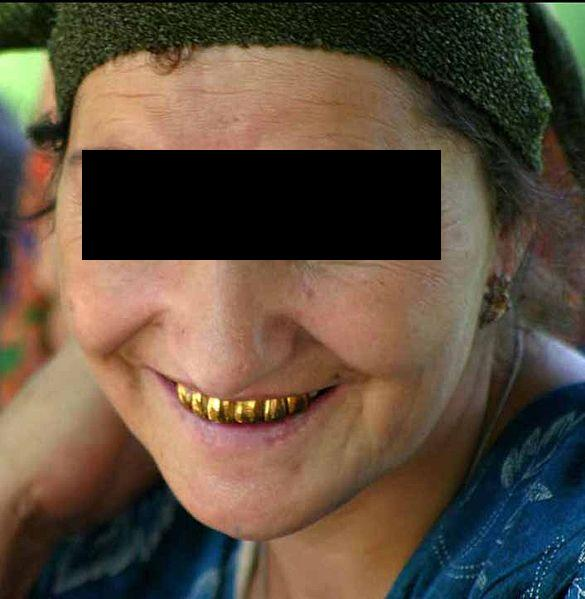
Goldkronen
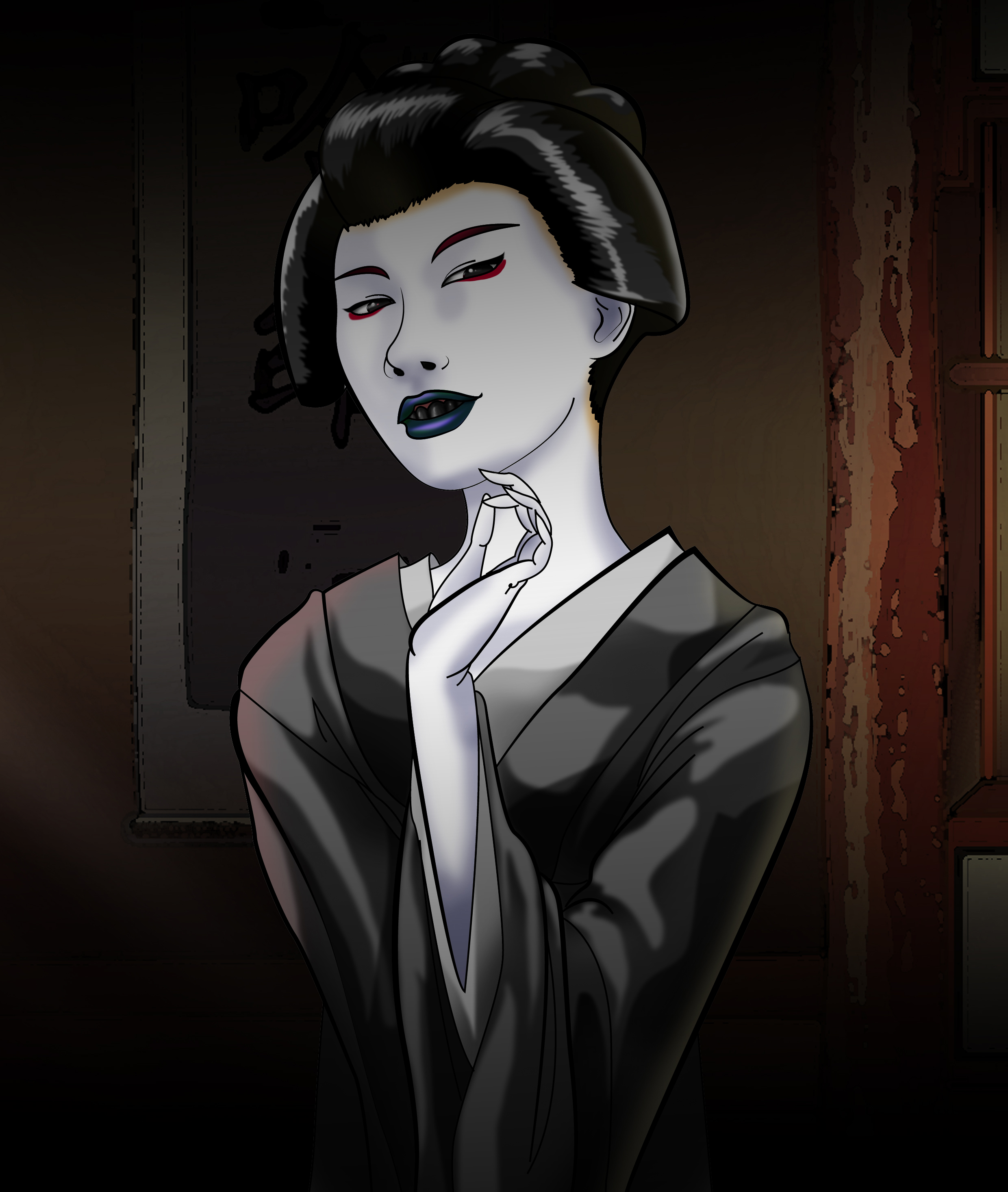
Zahnschwärzen

## Zahnreinigung

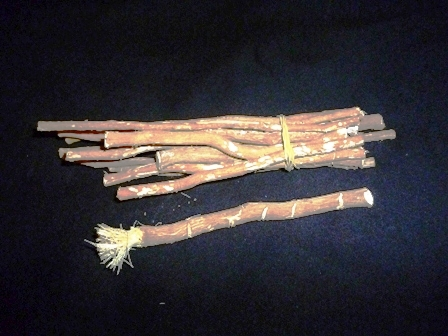
Miswāk als Zahnbürste

Bereits im Altertum diente der Miswāk als Zahnbürste. Der Zweig aus dem Zahnbürstenbaum (Salvador persica) enthält Putzkörper, Desinfizienzien und sogar Fluoride. Sie wurde in der altindischen Sammlung medizinischen Wissens des Chirurgen Sushruta (सुश्रुत, Suśruta) etwa 500 v. Chr. empfohlen. Ebenso wird Miswāk im altindischen Gesetzbuch von Manu (Sanskrit, f., मनुस्मृति, manusmṛti) um die Zeitenwende erwähnt. In der islamischen Welt soll ihn Mohammed nach der Hadithliteratur regelmäßig verwendet haben.
Als Zahnputzstäbchen wurden die Maerua crassifolia (aus der Familie der Kaperngewächse) in der westlichen Sahara verwendet. In Mauretanien wird er (im arabischen Dialekt Hassania) als atīle bezeichnet. Der Zahnbürstenbaum heißt dort tiǧṭaīye, daneben werden in dieser Region die Commiphora africana aus der Familie der Balsambaumgewächse, adreṣaīe und Wüstendattel (Balanites aegyptiaca, in Hassania: tišṭāye) zur Zahnreinigung verwendet. Im südlichen Burkina Faso werden die Zähne mit Zanthoxylum zanthoxyloides gesäubert. In Indien dienen Zweige des Niembaums zum Zähneputzen.
Während bei den Stämmen der Hochlandpapuas in Neuguinea eine indirekte Plaqueentfernung durch das gelegentliche Kauen von faserreichen Blattstängeln erreicht wird, verwenden die afrikanischen Völker kleine Holzstäbchen von bestimmten Baumarten, um damit täglich ihre Zähne zu reinigen. Der dabei austretende Baumsaft wirkt adstringierend und desinfizierend ähnlich wie die Inhaltsstoffe einer Zahnpasta.

## Arbeitskreis Ethno- und Paläo-Zahnmedizin
Am 11. März 2011 fand die konstituierende Sitzung des Arbeitskreises Ethno- und Paläo-Zahnmedizin (EPZ) an der Johannes Gutenberg-Universität Mainz statt. Die neue Fachgruppierung innerhalb der Deutschen Gesellschaft für Zahn-, Mund- und Kieferheilkunde (DGZMK) hat sich das Ziel gesetzt, die Zähne und Mundgesundheit indigener Kulturen (Ethno-Zahnmedizin) sowie die orofaziale Gesundheit und Krankheit sowie das Verhalten unserer Vorfahren von Beginn der Menschwerdung an unter evolutiven und kulturellen Aspekten (Paläo-Zahnmedizin) den Fachkolleginnen und -kollegen nahe zu bringen. Ein solcher Arbeitskreis ist weltweit bislang einmalig. Ziel des Arbeitskreises ist der intra- und interdisziplinäre (Anatomie, Ethnologie/Kulturanthropologie beziehungsweise Ethnomedizin, Anthropologie und andere) internationale Austausch von Fachwissen auf dem Gebiet der Ethno- und Paläo-Zahnmedizin.